# Porto di Tampa
Il porto di Tampa è il più grande porto dello stato della Florida, negli Stati Uniti. È situato sulla costa occidentale della Suncoast della Florida.
I confini del distretto portuale includono parte della baia di Tampa, Hillsborough Bay, McKay Bay, Old Tampa Bay e il fiume Hillsborough. Si trova nel distretto del Canale di Tampa.
Il porto è il 16° negli Stati Uniti per tonnellaggio e il primo in Florida.
Il porto è anche il punto di partenza più famoso per viaggi verso i Caraibi.